# Station Helenaveen
Helenaveen (Hlv) is een voormalige stopplaats aan de spoorlijn Venlo - Eindhoven.
De stopplaats was in gebruik van 1868 tot 15 mei 1938 en van 10 juni tot 19 augustus 1940. Dit station stond in Griendtsveen maar het heette Helenaveen. Dit kwam doordat bij de opening van het station het dorpje Griendtsveen nog niet bestond.
Het stationsgebouw werd in 1881 gebouwd en het werd in 1945 werd het station opgeblazen omdat het in het schootsveld van Duits geschut stond.. Het gebouw was vrijwel gelijk aan het nog bestaande stationsgebouw van Belfeld.
Van het emplacement Helenaveen is niets bewaard gebleven. Alleen de grond tussen de Deurneseweg en het spoor is nog wel in bezit van de overheid. Er zijn tegenwoordig plannen om het stationsgebouw weer op de bouwen. De wissels gelegen midden in de Peel ter hoogte van kilometer 19.6 hebben niets te maken met het voormalige emplacement Helenaveen. Deze overloopwissels zijn onderdeel van een emplacement genaamd Griendtsveen.